# Oarda, Alba
Oarda, mai demult Oarda de Jos (în maghiară Alsóváradja, Marosalsóváradja, în germană Unter-Wardein) este o localitate componentă a municipiului Alba Iulia din județul Alba, Transilvania, România.

## Istoric
Localitatea Oarda s-a format prin includerea în cadrul localității Oarda de Jos și a fostei localități Oarda de Sus (în maghiară Felsőváradja, Marosfelsőváradja, în germană Ober-Wardein).

## Harta Iosefină
Pe Harta Iosefină a Transilvaniei din 1769-1773 Oarda de Jos apare sub numele de „Mar. Váradja” (Sectio 170), iar Oarda de Sus ca „Váradja” (Sectio 186).
Pe malul drept la râului Mureș, la nord de Oarda de Jos, este însemnat cu "Porto oder Saltz-Niederlag" portul, respectiv stația de încărcare pe plute a sării aduse de la Salina Turda și Salina Ocna Sibiului. De aici sarea era transportată spre Banat și Ungaria de sud.

## Personalități
- Ioan Paștiu, militar, senator
- Ion Lăncrănjan, scriitor
- Ioan Bocşa, cântăreț de muzică populară

## Galerie de imagini

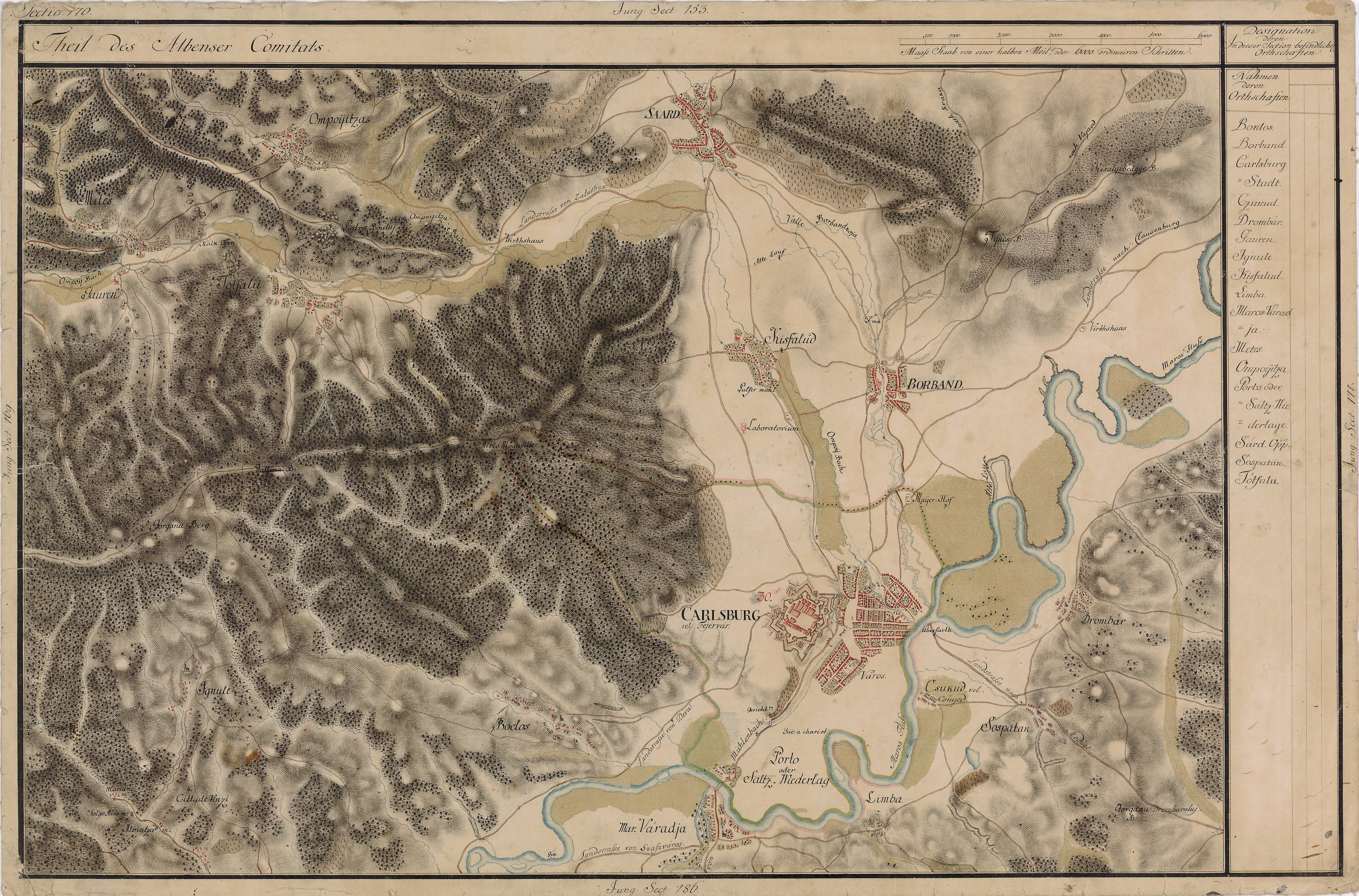
Oarda de Jos (Mar. Váradja) pe Harta Iosefină a Transilvaniei, 1769-1773 (Sectio 170)
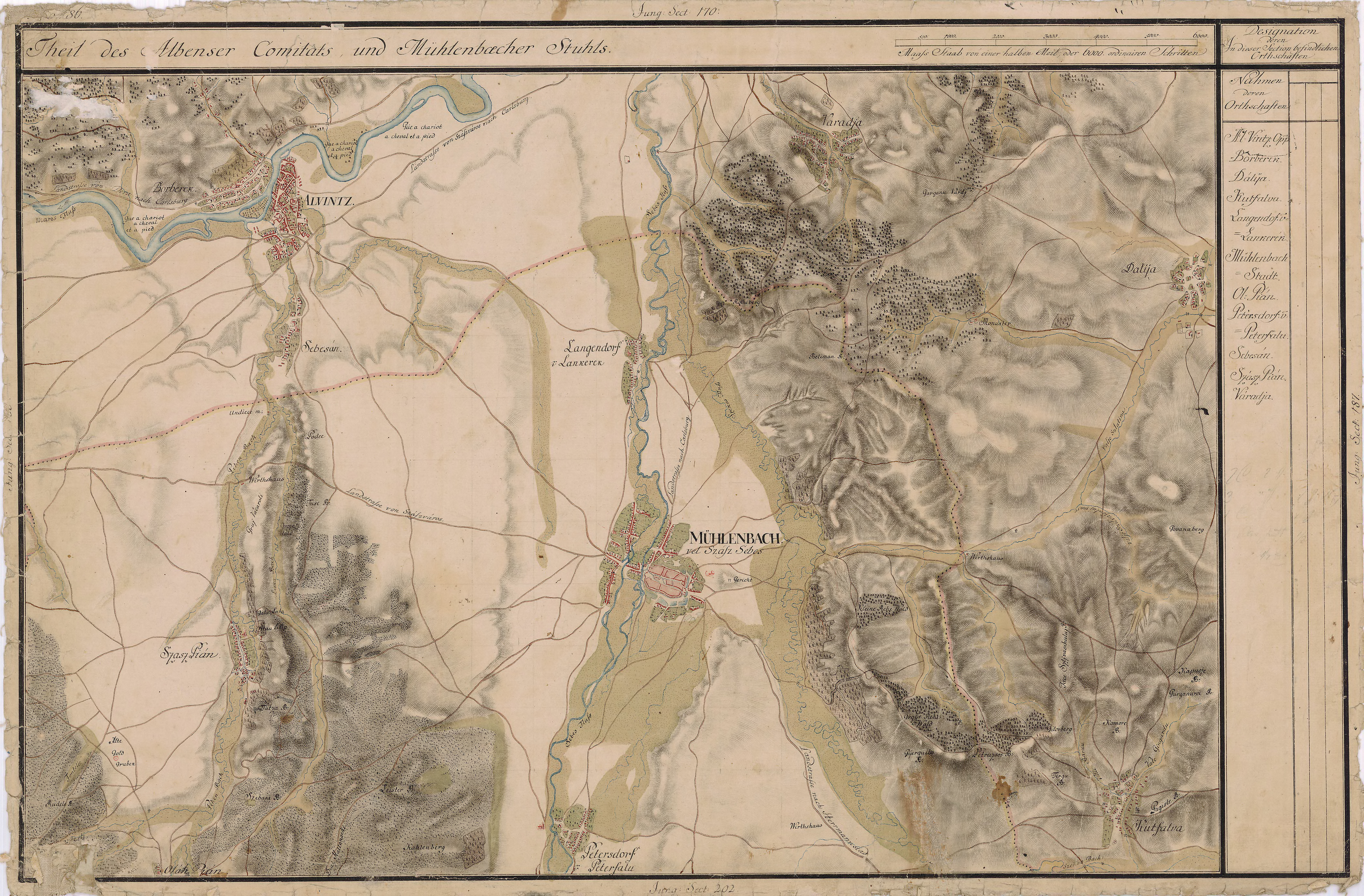
Oarda de Sus (Váradja) pe Harta Iosefină a Transilvaniei, 1769-1773 (Sectio 186)
Biserica Ortodoxă din Oarda de Jos
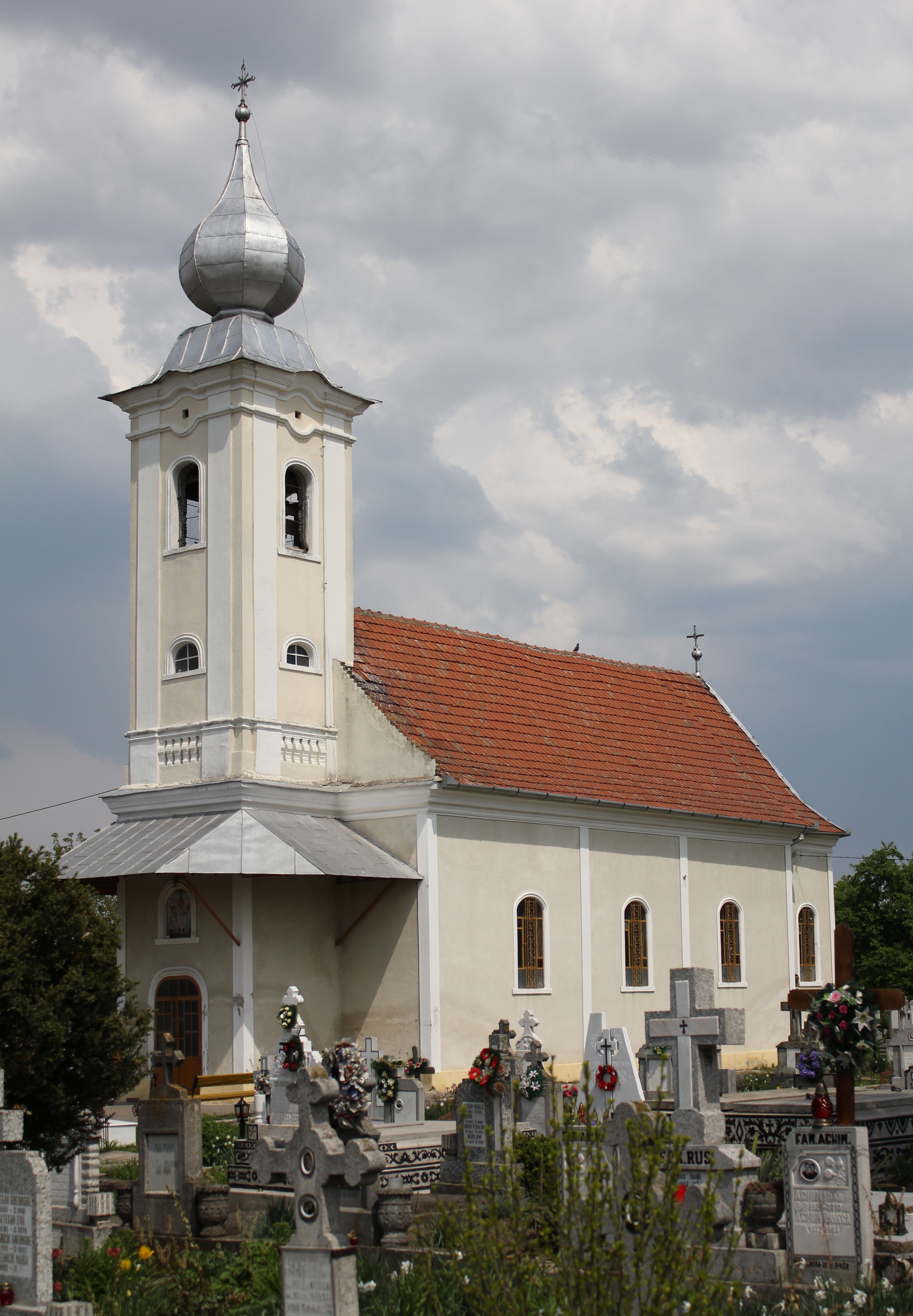
Biserica Ortodoxă din Oarda de Jos